# 埃特納鎮區 (明尼蘇達州派普斯通縣)
埃特納鎮區（英語：Aetna Township）是位於美國明尼蘇達州派普斯通縣的一個行政鎮區。

## 歷史
埃特納鎮區於1880年設立，得名自一挪威定居者的女兒埃特納·約翰松（Aetna Johnson）。

## 地方資料
埃特納鎮區的面積為91.38平方千米，當中陸地面積為91.25平方千米，而水域面積為0.13平方千米。根據2020年美國人口普查的數據，當地共有人口195人，而人口密度為每平方千米2.13人。